# Chamarea snijmaniae
Chamarea snijmaniae är en flockblommig växtart som beskrevs av Brian Laurence Burtt. Chamarea snijmaniae ingår i släktet Chamarea och familjen flockblommiga växter. Inga underarter finns listade i Catalogue of Life.